# Musholm Bugt
Musholm Bugt är en vik i Danmark.   Den ligger i Region Själland, i den sydöstra delen av landet, 90 km väster om Köpenhamn.
Musholm Bugt är en del av Stora Bält. Den avgränsas i norr av halvön Reersø och i söder av landområdet vid Svenstrup.